# Adenotomia

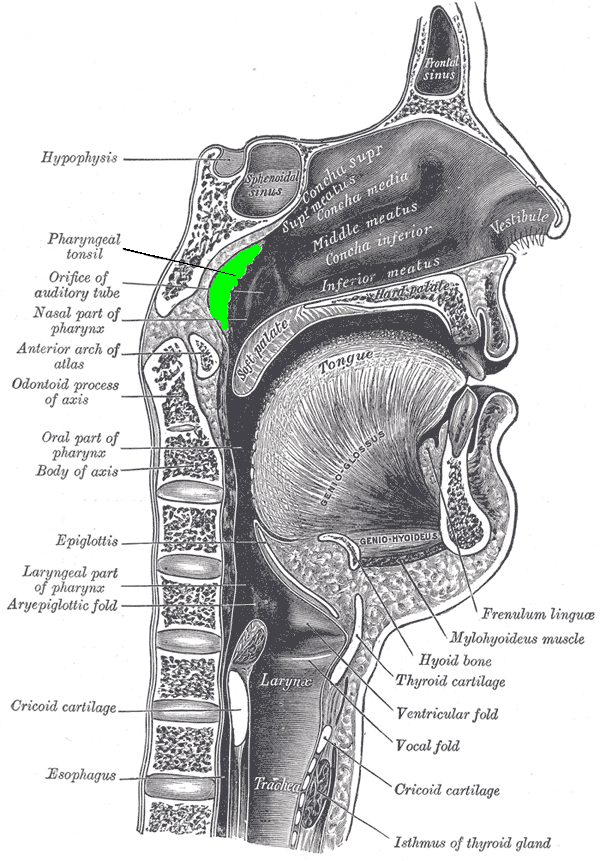
Przekrój strzałkowy jamy nosowej, gardła i krtani. Lokalizacja migdałka gardłowego oznaczona na zielono

Adenotomia, adenoidektomia – chirurgiczny zabieg laryngologiczny polegający na usunięciu (przycięciu) przerośniętego migdałka gardłowego. Zabieg przeprowadza się głównie u dzieci powyżej 3 roku życia, w znieczuleniu ogólnym z intubacją. Często jest przeprowadzany razem z tonsillotomią (tonsylotomią, przycięciem migdałków podniebiennych) lub tonsillektomią (tonsylektomią, całkowitym usunięciem midałków podniebiennych).

## Wskazania
Bezwzględnym wskazaniem jest przerost migdałka gardłowego znacznie ograniczający (w więcej niż 60%) drożność części nosowej gardła, skutkujący istotnym pogorszeniem oddychania przez nos lub zespołem bezdechu sennego. Do wskazań względnych należy długo utrzymujące się średniego stopnia ograniczenie drożności części nosowej gardła, przewlekłe lub nawracające zapalenie zatok przynosowych i błony śluzowej nosa, wady zgryzu, a u dzieci powyżej czwartego roku życia także przewlekłe wysiękowe zapalenie ucha środkowego.

## Przeciwwskazania
Zabiegu nie powinno się wykonywać w czasie ostrej infekcji górnych dróg oddechowych i trzech tygodni po jej zakończeniu ze względu na zwiększone ryzyko krwawienia. Przeciwwskazaniami są także podśluzówkowy rozszczep podniebienia, stan po rozszczepie podniebienia, zaburzenia krzepnięcia, niedokrwistość (poziom hemoglobiny poniej 10 g/dl lub hematokryt poniżej 30%), a także choroby neurologiczne lub nerwowo-mięśniowe upośledzające czynność podniebienia.

## Techniki operacyjne
Tradycyjną metodą operacji jest ścięcie przerośniętego migdałka gardłowego adenotomem. Krwawienie zatrzymuje się uciśnięciem lub elektrokoagulacją. Zabieg może być także wykonywany za pomocą mikronoża obrotowego (mikrodebridera), diatermii ssącej lub ablacji niskotemperaturowej (koblacji). 
- założenie automatycznego rozwieracza Whiteheada
- uciśnięcie szpatułką nasady języka
- palpacyjna lub przy pomocy lusterka ocena wielkości migdałka
- wprowadzenie do jamy ustnej adenotomu dobranego rozmiarem do wielkości części nosowej gardła
- oparcie zakończenia adenotomu o nozdrza tylne
- przyciśnięcie adenotomu do stropu nosogardła tak aby w jego otworze znalazł się migdałek gardłowy
- ścięcie migdałka
- w przypadku pozostawienia resztek migdałka, usunięcie ich zwykle mniejszym adenotomem
- wprowadzenie do nosogardła tamponu z gazy i uciśnięcie nim miejsca po ściętym migdałku przez 1-2 minuty

## Postępowanie pooperacyjne
Pacjenci zwykle wymagają opieki szpitalnej przez kilka godzin po zabiegu, jednak w przypadkach zwiększonego ryzyka powikłań (nudności, wymioty, trudności w przyjmowaniu płynów, pacjenci z chorobami towarzyszącymi, dzieci poniżej trzeciego roku życia) bywa konieczne przedłużenie pozostania na obserwacji na całą dobę. W razie potrzeby podawane są leki przeciwbólowe, profilaktyka antybiotykowa nie jest zalecana. Należy zapewnić odpowiednie nawodnienie, w diecie powinno się unikać owoców cytrusowych, mleka, ostrych przypraw i twardych pokarmów.
- kontrola ewentualnego krwawienia:
  - ocena tylnej ściany gardła
  - kontrola odpluwanej śliny
[potrzebny przypis]

Podawanie lodów czy innych zimnych produktów np. jogurtów po adenotomii może działać ochronnie ze względu na fakt, iż zimne produkty zwężają naczynia krwionośne i mogą chronić tym samym przed ewentualnym pooperacyjnym krwawieniem.

## Powikłania
- krwawienie – zwykle świadczy o pozostawieniu resztek migdałka
- niewydolność zwarcia podniebienno-gardłowego, która może objawiać się przejściowym lub trwałym nosowaniem otwartym
- uraz chirurgiczny podniebienia miękkiego, języczka, okolicy ujścia gardłowego trąbek słuchowych
- odma (bardzo rzadko)
- bliznowate zmiany zwężające część nosową gardła